# César Poulain
Pour les articles homonymes, voir Poulain (homonymie).
César Poulain, né  le 27 novembre 1822 à Crouy-sur-Ourcq (Seine-et-Marne), mort le 20 juin 1886 à Reims, est un industriel français, maire de Reims en 1871 et 1872.

## Biographie
Pour l'état civil Poulain Magloire Jules César, il est le fils de Pierre César Poulain, entrepreneur du Canal des Ardennes et filateur, et de Phigénie Briet. Il arrivait à Reims en 1856. Lui-même fut directeur de l'usine du Mont-Dieu et de celle du Couvent des Capucins. Il devient directeur des usines textiles de la maison Benoist & Cie. Il occupe aussi les fonctions vice-président de la Chambre de commerce de Reims, juge au tribunal de commerce, président de la Société industrielle.

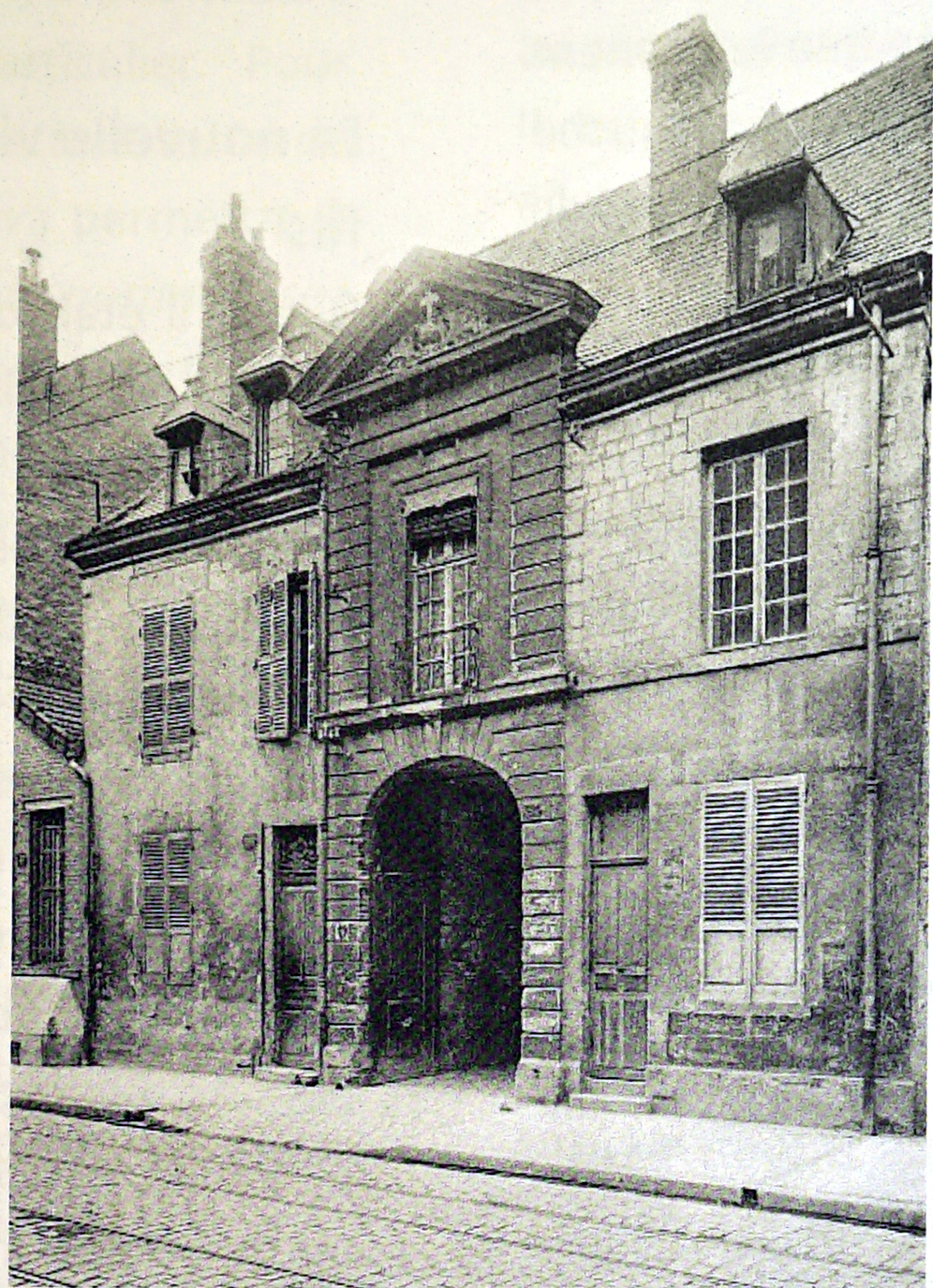
L'entrée de la filature du Mont-Dieu.

Conseiller municipal, il devint maire de Reims le 24 mai 1871 jusqu'au 6 novembre 1872. Son mandat est marqué par l'occupation prussienne qui se révèle une cohabitation difficile. Par un emprunt municipal il renforce le réseau de distribution d'eau, qui atteint une longueur de 40 km et alimente 1528 concessions et 121 bornes publiques. 
Veuf de Céline Hélène Benoist (1838-1870), il épouse Maria Louise Caroline Thérade (1839-1927). Il est inhumé au Cimetière du Nord dans le canton 4.

## Honneurs
La rue César-Poulain de Reims est nommée en son honneur.

### Décorations
- Chevalier de la Légion d'honneur (décret du 29 octobre 1872)[3],
- Officier d'académie.